# 2003. évi CXXIX. törvény
A 2003. évi CXXIX. törvény az Országgyűlés által alkotott második olyan közbeszerzési törvény volt, mely a közbeszerzés legfontosabb elveit, szabályait és intézményeit állapította meg. Megalkotását az Európai Unióhoz való csatlakozás és a nemzetközi integráció elmélyítése tette szükségessé. 2004 és 2012 között volt hatályban.

## Története

### Jogharmonizáció
Magyarországon a közbeszerzés első egységes, törvényi szintű szabályozása az 1995. évi XL. törvénnyel valósult meg. A jogszabály csaknem egy évtizeden át volt hatályban, s időközben többször is módosították. A törvény a nemzeti elbánás elve alapján biztosította, hogy a külföldi vállalatok a hazaiakhoz hasonló jogokkal jelenhessenek meg a magyar közbeszerzési piacon. Az európai uniós csatlakozásnak azonban feltétele volt, hogy a magyar szabályozás teljesen össze legyen egyeztetve az európai közbeszerzési joggal. Hozzáadódott ehhez, hogy ekkoriban a Világkereskedelmi Szervezet (WTO, World Trade Organisation) Kormánybeszerzési Megállapodása (GPA, Government Procurement Agreement) ugyancsak jogharmonizációs kötelezettségeket támasztott Magyarországgal szemben.
2004-ben a közbeszerzés európai jogi szabályozása erősen tagolt volt. A magyar jogalkotónak ezért számos európai jogszabályt és más előírást kellett figyelembe vennie a jogharmonizáció során. Ezek a következők voltak:
- a Tanács 1971. július 26-i irányelve az építési beruházásra irányuló közbeszerzési szerződésekkel kapcsolatos, a szolgáltatásnyújtás szabadságára vonatkozó korlátozások megszüntetéséről és az építési beruházásra irányuló közbeszerzési szerződéseknek képviseleteken vagy fióktelepeken keresztül eljáró ajánlattevők számára történő odaítéléséről;
- a Tanács 92/50/EGK irányelve a szolgáltatás megrendelésére irányuló közbeszerzési eljárások összehangolásáról;
- a Tanács 93/36/EGK irányelve az árubeszerzésre irányuló közbeszerzési eljárások összehangolásáról;
- a Tanács 93/37/EGK irányelve az építési beruházásra irányuló közbeszerzési eljárások összehangolásáról;
- a Tanács 89/665/EGK irányelve az árubeszerzésre és építési beruházásra irányuló közbeszerzési eljárásokkal kapcsolatos jogorvoslati eljárások alkalmazását szabályozó törvények, rendeletek és közigazgatási rendelkezések összehangolásáról;
- a Tanács 93/38/EGK irányelve a vízügyi, az energia, a közlekedési és a távközlési ágazatokban működő szervezetek közbeszerzési eljárásainak összehangolásáról;
- a Tanács 92/13/EGK irányelve a vízügyi, az energia, a közlekedési és a távközlési ágazatokban működő szervezetek közbeszerzési eljárásaira vonatkozó közösségi szabályok alkalmazását szabályozó törvények, rendeletek és közigazgatási rendelkezések összehangolásáról;
- a Bizottság 2001/78/EK irányelve a Tanács 93/36/EGK, 97/37/EGK, 92/50/EGK és 93/38/EGK irányelvei egyes mellékleteinek módosításáról (hirdetmény-minta irányelv; ennek átültetésére végrehajtási rendelet készül a törvény felhatalmazása alapján);
- az Európai Bizottság értelmező közleményei és az Európai Bíróság határozatai, illetve különféle módosító jogszabályok.

A tagoltság felszámolása érdekében az Európai Bizottság már 2000-ben kidolgozta új közbeszerzési irányelv-tervezeteit, a jogalkotás azonban 2004-ig nem valósult meg. A magyar jogalkotó helyzetét ugyanakkor nemcsak ennek az európai jogalkotási folyamatnak az elhúzódása nehezítette, de az is, hogy régi, nehezen értelmezhető és ellentmondásos európai szabályokhoz kellett igazodnia az új magyar közbeszerzési törvény megalkotásakor.
A 2003. évi CXXIX. törvény a jogharmonizáción túl lényegi változást nem hozott az 1995. évi XL. törvényhez képest. A szabályozás alapelvei, céljai és a bevált jogintézmények lényegében megtartásra kerültek.

### Kihirdetés, módosítás, hatály
Az Országgyűlés a közbeszerzésekről szóló 2003. évi CXXIX. törvényt 2003. december 22-én fogadta el. A Magyar Közlöny 2003/157. számában, 2003. december 28-án hirdették ki. 2004. május 1-jén, az Európai Unióhoz történő csatlakozás napján lépett hatályba és 2012. január 1-jén vesztette a hatályát. A 2011. évi CVIII. törvény helyezte hatályon kívül. Nem sokkal a hatályba lépés után novellaszerűen módosították, ennek részleteit l. lejjebb.

## Tartalom
A törvény kihirdetésekor 407 §-t és 6 mellékletet tartalmazott. Terjedelme több, mint a négyszerese volt az 1995. XL. törvénynek, ami csak 98 §-ból állt.  A mellékletek a korábbi törvénnyel ellentétben nem az eljárások lebonyolításához szükséges hirdetménymintákat tartalmazták – ezek külön jogszabályba kerültek –, hanem a törvény végrehajtásához szükséges áruk, szolgáltatások és tevékenységek kódszám szerinti felsorolását. A jogszabály hat részre tagolódott:
- Első rész: Általános rész (alapelvek, alkalmazási kör, értelmező rendelkezések, a közbeszerzéssel kapcsolatos közös rendelkezések)
- Második rész: A közösségi értékhatárokat elérő értékű közbeszerzésekre vonatkozó rendelkezések (uniós eljárásrend szabályai)
- Harmadik rész: A nemzeti értékhatárokat elérő értékű közbeszerzésekre vonatkozó rendelkezések (hazai eljárásrend szabályai)
- Negyedik rész: A nemzeti értékhatárok alatti értékű közbeszerzésekre vonatkozó rendelkezések, egyszerű közbeszerzési eljárás
- Ötödik rész: A közbeszerzési eljárás alapján megkötött szerződés módosítása és teljesítése, a közbeszerzések ellenőrzése
- Hatodik rész: A tanúsítás (ajánlatkérők megfelelőségének tanúsítása)
- Hetedik rész: A közbeszerzésekkel kapcsolatos jogorvoslat (Közbeszerzési Döntőbizottság és bírósági felülvizsgálat, békéltetési eljárás, az Európai Bíróság eljárása)
- Nyolcadik rész: A Közbeszerzések Tanácsa (a Tanács szervezete, jogköre)
- Kilencedik rész: Záró rendelkezések (hatálybalépés, felhatalmazás, módosítás stb.)

A törvényt 53-szor módosították, évente átlagosan csaknem hétszer.
| Év   | Módosítások száma           |
| ---- | --------------------------- |
| 2004 | 4 (hatálybalépéssel együtt) |
| 2005 | 8                           |
| 2006 | 5                           |
| 2007 | 6                           |
| 2008 | 1                           |
| 2009 | 9                           |
| 2010 | 12                          |
| 2011 | 9                           |
| 2012 | 1 (hatályon kívül helyezés) |

A törvény hatálybalépésével változott a közbeszerzési hirdetmények (pl. előzetes összesített tájékoztató, ajánlati/részvételi felhívás) közzétételének módja. Egyes hirdetményeket ugyanis már nem a Közbeszerzési Hatóság által kiadott Közbeszerzési Értesítőben, hanem az Európai Unió Hivatalos Lapjában és a hirdetmények elektronikus napilapjában (TED-adatbank) kellett megjelentetni.
A professzionális központosított közbeszerzés és az elektronikus közbeszerzés egyes első elemei ezzel a törvénnyel kerültek be a magyar jogrendszerbe, mivel a törvény felhatalmazása alapján alkották meg 
- a központosított közbeszerzési rendszerről, valamint a központi beszerző szervezet feladat- és hatásköréről szóló 168/2004. (V. 25.) Korm. rendeletet, továbbá
- a közbeszerzési eljárásokban elektronikusan gyakorolható eljárási cselekmények szabályairól, valamint az elektronikus árlejtés alkalmazásáról szóló 257/2007. (X. 4.) Korm. rendeletet.

A törvény egyik különös rendelkezése alapján az ajánlatkérő szervezet a közbeszerzési eljárásai és gyakorlata jogszabályoknak való megfelelésének tanúsítását kérhette akkreditált tanúsítótól, mely tanúsítvány három évig volt érvényes.

## A 2006. évi reform
A jogszabály hatályba lépése után nem sokkal az európai jogalkotó két új irányelvet alkotva felülvizsgálta a közösségi jogot. Egyúttal 2006. január 31-i határidőt tűzve jogharmonizációs kötelezettséget írt elő a tagállamok számára. Magyarország esetében ez azt jelentette, hogy novellaszerűen, szinte az egész terjedelmében át kellett dolgozni az új közbeszerzési törvényt. Ez a 135. §-t és három mellékletet tartalmazó 2005. évi CLXXII. törvénnyel valósult meg.

## Külső kapcsolatok
- Európai Unió Hivatalos lapja: A kiadóhivatal honlapja (magyar nyelven). [2013. szeptember 11-i dátummal az eredetiből archiválva]. (Hozzáférés: 2019. március 25.)

- Európai Unió Hivatalos lapja: TED adatbank - Közbeszerzési hirdetmények (magyar nyelven). (Hozzáférés: 2019. március 25.)

- Közbeszerzési Hatóság hivatalos lapja: Közbeszerzési Értesítő (magyar nyelven). (Hozzáférés: 2019. március 25.)